# Région de San
La région de San, 17e région administrative du Mali, issue du démembrement de la région de Ségous, est une circonscription administrative et une collectivité territoriale, résultant de la loi 2012-017 du 2 mars 2012 et de la loi 2023-006 du 13 mars 2023. Elle a pour chef-lieu, la ville de San.

## Géographie
Située au sud-ouest du pays, elle s'étend sur 14 200 km2 soit 1,14 % du territoire national. La région de San est limitrophe de quatre régions maliennes et frontalière du Burkina Faso à l'est.
| Ségous   | Moptis   | Bandiagara        |
| Ségous   | San      | Boucle du Mouhoun |
| Koutiala | Koutiala | Boucle du Mouhoun |

### Hydrographie
La région est située dans le bassin versant du fleuve Niger.

## Histoire
La région est instaurée en 2012, confirmée en mars 2023 par la loi 2023-006 subdivisant le Mali en 19 régions et un district correspondant à la capitale. Les cercles de San et Tominian sont soustraits de la région de Ségous pour former la nouvelle région de San. La nouvelle région reçoit également 5 communes du cercle de Bla : Yangasso, Kazangasso, Korodougou, Koulandougou et Fani qui intègrent le nouveau cercle de Yangasso.

## Administration
La région est composée de 7 cercles, divisés en 17 arrondissements, 42 communes, 832 villages, fractions et quartiers VFQ. Le code à deux chiffres attribué à la région est le 17 (loi 2023-007), les cercles sont codifiés selon l'ordre chronologique par la loi 2023-002 du 13 mars 2023.
| Code | Cercles             | Arrondissements | Communes |
| ---- | ------------------- | --------------- | -------- |
| 1701 | Cercle de San       | 2               | 9        |
| 1702 | Cercle de Tominian  | 3               | 5        |
| 1703 | Cercle de Kimparana | 3               | 10       |
| 1704 | Cercle de Yangasso  | 3               | 8        |
| 1705 | Cercle de Fangasso  | 2               | 3        |
| 1706 | Cercle de Mandiakuy | 2               | 4        |
| 1707 | Cercle de Sy        | 2               | 3        |

## Population
Lors du recensement général de la population réalisé en 2022, la population régionale est relevée à 820 807 habitants.

## Gouverneurs
- 2021 : Ousmane Sangaré[9].